# Хлорид фосфора(V)
Пентахлори́д фо́сфора (хлори́д фо́сфора(V), хлорангидри́д фо́сфорной кислоты, пятихло́ристый фо́сфор) — высший хлорид фосфора, бинарное неорганическое химическое соединение фосфора и хлора с формулой PCl5. Зеленовато-белые или желтоватые кристаллы тетрагональной сингонии с неприятным раздражающим запахом.

## Физические свойства
Молекула PCl5 в газообразном или жидком состояниях, а также в неполярных растворителях имеет конфигурацию тригональной бипирамиды (двух треугольных пирамид, соединённых основаниями) с атомом фосфора в основании. Основание является равносторонним треугольником с атомами хлора в вершинах, расстояние между которыми 0,349 нм, а длина связи между ними и атомом фосфора равна 0,202 нм; длина связи P-Cl для двух атомов хлора в вершинах пирамиды (апикальных) равна 0,214 нм. Твёрдый пентахлорид фосфора является ионным кристаллом, он состоит из тетраэдрических ионов [PCl4]+ и октаэдрических ионов [РCl6]−; длина связи P—Cl в тетраэдре 0,197 нм, в октаэдре 0,204 нм (экваториальные) и 0,208 нм (апикальные). В полярных растворителях PCl5 диссоциирует на ионы [PCl4]+ и Cl− при низких концентрациях, [PCl4]+ и [РCl6]− при высоких концентрациях
При температуре сублимации плотность паров в 7,2 раза больше плотности воздуха. Давление паров при 20°C равно 1,6 Па (0,012 мм рт.ст.). 
Энтальпия сублимации при 390 К равна 67,4 ± 2,3 кДж/моль, при стандартных условиях 71,1 ± 5,0 кДж/моль.
Хорошо растворяется в тетрахлоруглероде, несколько хуже — в сероуглероде.

## Химические свойства
При нагревании выше 300 °C практически полностью разлагается на PCl3 и Cl2. Степень диссоциации при 182 °C равна 41,7%, при 200°C 48,5%, при 250°C 80,0%, при 300°C 97,3%. 
Пентахлорид фосфора — типичное кислотное соединение. Он энергично реагирует с водой, образуя по первой стадии оксохлорид фосфора(V):
{\displaystyle {\mathsf {PCl_{5}+H_{2}O\rightarrow POCl_{3}+2HCl}}}
В горячей воде гидролиз протекает полностью, до образования ортофосфорной кислоты:
{\displaystyle {\mathsf {PCl_{5}+4H_{2}O\rightarrow H_{3}PO_{4}+5HCl}}}
Для РCl5 характерны реакции окислительного хлорирования:
{\displaystyle {\mathsf {PCl_{5}+2NO_{2}\rightarrow PCl_{3}+2NO_{2}Cl}}}
C концентрированной серной кислотой образует хлорсульфоновую кислоту:
{\displaystyle {\mathsf {PCl_{5}+H_{2}SO_{4}\rightarrow ClSO_{2}OH+POCl_{3}+HCl}}}
При нагревании РCl5 и NH4Cl происходит реакция образования полимера фосфонитрилхлорида:
{\displaystyle n{\mathsf {PCl_{5}}}+n{\mathsf {NH_{4}Cl\rightarrow (PNCl_{2})}}_{n}+4n{\mathsf {HCl}}}
(PNCl2)n — прозрачное эластичное вещество, «неорганический каучук». Выдерживает нагревание выше 200 °C. Однако фосфонитрилхлорид сравнительно легко гидролизуется, что затрудняет его практическое использование. Заменой атомов хлора на органические радикалы можно получить водоустойчивые полимеры.
Пентахлорид фосфора является кислотой Льюиса.

## Получение
Получают действием избытка хлора на хлорид фосфора(III) в газовой фазе либо пропусканием хлора через раствор PCl3 в сероуглероде:
{\displaystyle {\mathsf {PCl_{3}+Cl_{2}\rightleftarrows PCl_{5}}}} (ΔH = 129,7 кДж/моль).
Мировой химической промышленностью, по данным на 2000 год, ежегодно производилось около 10 000 тонн пентахлорида фосфора
Обратная реакция с полным разложением на хлор и трихлорид фосфора происходит при нагревании PCl5 до температуры выше 300 °C.

## Основные сферы применения
Пятихлористый фосфор является хлорирующим агентом, его используют при получении хлорангидридов фосфорных и фосфоновых кислот из олефинов, в производстве красителей и лекарств.

## Физиологические свойства
Хлорид фосфора(V) PCl5 является токсичным веществом (сильный неорганический яд) и мощным окислителем. Вызывает ожоги кожи.
ПДК в воздухе 0,2 мг/м3. Класс опасности — 2.

## История
Пентахлорид фосфора был впервые синтезирован в 1808 году британским химиком Хэмфри Дэви, который, сжигая фосфор в хлоре, получил прозрачную жидкость (трихлорид фосфора) и белое твёрдое вещество (пентахлорид фосфора)